# Nazionale maschile di beach soccer della Malaysia
La nazionale di beach soccer della Malaysia rappresenta la Malaysia nelle competizioni internazionali di beach soccer.

## Rosa
| N. |                     | Ruolo | Calciatore                     |
| -- | ------------------- | ----- | ------------------------------ |
| 1  | Malaysia (bandiera) | P     | Jasni Bin Parman               |
| 2  | Malaysia (bandiera) |       | Mohd Khairul Nizam Bin Mohamad |
| 3  | Malaysia (bandiera) |       | Muhammad Qushairi Bin Assari   |
| 4  | Malaysia (bandiera) |       | Mohd Hasrol Bin Ali            |
| 5  | Malaysia (bandiera) |       | Mohd Rozairi Bin Ahmad         |
| 6  | Malaysia (bandiera) |       | Alias Bin Halib                |

| N. |                     | Ruolo | Calciatore                      |
| -- | ------------------- | ----- | ------------------------------- |
| 7  | Malaysia (bandiera) | C     | Khairul Azizi Bin Norwawi       |
| 8  | Malaysia (bandiera) | C     | Mohammad Fakhrullah Bin Mohamad |
| 9  | Malaysia (bandiera) | C     | Andhee Khaizan Bin Hisham       |
| 10 | Malaysia (bandiera) | C     | Mohd Zaharim Bin Mohd Yusof     |
| 11 | Malaysia (bandiera) | C     | Mohd Riduwan Bin Mohd Nor       |
| 12 | Malaysia (bandiera) | C     | Mohd Nazri Bin Sulaiman         |